# Ростовцева, Ольга Сергеевна
Ольга Сергеевна Ростовцева (1873 — после 1930) — русский математик, врач-педиатр.

## Биография
Родилась в городе Козлове Тамбовской губернии в дворянской православной семье. Ее отец, Сергей Григорьевич Ростовцев, окончил математический факультет Московского университета, работал в управлении Московско-Казанской железной дороги. Мать, Елизавета Николаевна, окончила Первую Московскую гимназию. У О. С. Ростовцевой был старший брат и две младшие сестры.
В 1879 году семья переехала в Москву. В 1883 году О. С. Ростовцева поступила в Первую Московскую гимназию, которую окончила в 1890 году со званием домашней учительницы. В том же 1890 году она поступила на физико-математическое отделение Высших женских курсов (Бестужевских) в Петербурге. В своем жизнеописании Ростовцева оставила интересные воспоминания об учебе на Высших женских курсах.
В 1894 году О. С. Ростовцева окончила Высшие женские курсы и 19 ноября того же года была принята в члены Санкт-Петербургского Математического общества по предложению преподавателя курсов В. И. Шифф и профессора Д. Ф. Селиванова. Она была одной из 13 женщин, принятых в Санкт-Петербургское Математическое общество до 1900 года. О. С. Ростовцева принимала участие в работе Санкт-Петербургского Математического общества до 1899 года.
После окончания Высших женских курсов О. С. Ростовцева решила уйти из математики и стать врачом, чтобы, по ее словам, быть полезной обществу. В 1896 году она сдала экзамен по латинскому языку за четырехлетний курс историко-филологического факультета Высших женских курсов. В 1897 году О. С. Ростовцева поступила в Санкт-Петербургский Женский Медицинский институт, который окончила в 1902 году. После окончания Женского Медицинского института она вернулась в Москву и стала вольнопрактикующей. С 1908 года она начала работать в Морозовской детской больнице. В 1908—1910 годах она была ассистентом Морозовской больницы, в 1911—1912 годах работала врачом приморского детского санатория в Виндаве (Вентспилс, Латвия). В 1913 году вернулась в Москву и до 1914 года работала вольнопрактикующей. В 1914—1917 годах Ростовцева работала палатным ординатором, ординаром лаборатории в Морозовской детской больнице. Фридрих Краузе в книге «Письма с Первой мировой (1914—1917)» упоминает О. С. Ростовцеву как ординатора амбулатории Морозовской больницы. О. С. Ростовцева проработала в этой больнице врачом-педиатром по крайней мере до 1930 года.

## Членство в научных обществах
Член Санкт-Петербургского Математического общества с 1894 года.